# برگبار (مجموعه تلویزیونی)
برگبار یک مجموعه تلویزیونی محصول سال ۱۳۷۸-۱۳۷۹ به تهیه کنندگی و کارگردانی اکبر خواجویی و نویسندگی سیدعلی اکبر محلوجیان است که از شبکه سه پخش شد.

## خلاصه داستان
برگبار داستان زوج جوانی است که در آغاز زندگی مشترکشان در پی یک سانحه رانندگی مسائل و مشکلاتی برایشان به وجود می‌آید که از آن به بعد زندگی آن‌ها دچار دگرگونی می‌شود.

## بازیگران
- کمند امیرسلیمانی
- حسن جوهرچی
- حمیده خیرآبادی
- اردلان شجاع‌کاوه
- بهنوش بختیاری
- جمیله شیخی
- جهانگیر صمیمی‌فرد
- فخرالدین صدیق شریف
- شمسی فضل‌اللهی
- آناهیتا همتی
- مجید سعیدی
- نادیا دلدار گلچین
- فرداد صفاخو
- شهناز شهبازی
- محمود زاج فروش
- صالح خواجویی
- مرتضی اردستانی
- محمود طاهری
- مهران خواجویی

## عوامل
- تهیه کننده و کارگردان: اکبر خواجوئی
- نویسنده فیلمنامه: علی اکبر محلوجیان
- مدیر تولید: حسین خواجوئی
- مدیر تصویربرداری: فریدون مسروری
- تدوین: فریور رضایی
- آهنگساز: سعید ذهنی
- شاعر: سپیده ذهنی
- خواننده: مهرداد هویدا
- صدابردار: رضا کنشلو
- صداگذاری و میکس: مارال رضایی، فریور رضایی
- طراح گریم: مرتضی اردستانی
- اجرای گریم: راضیه عزیزی، علی اردستانی
- صحنه آرایی و لباس: اکبر خواجوئی، مرتضی قنبری
- دستیار اول کارگردان و برنامه ریز: ایرج رضایی
- دستیار دوم کارگردان: ناصر فخری
- منشی صحنه: نوشین رضازاده
- عنوانبندی: هدیش بیگدلی شاملو
- عکس: ناصر فخری، مسعود پاکدل

محصول: گروه فیلم و سریال شبکه سه سیما / ۱۳۷۹-۱۳۷۸